# Nicolás Spolli
Nicolás Federico Spolli (Rosario, 1983. február 20. –) argentin labdarúgó, hátvéd.

## Pályafutása
2005–2009 között a Newell’s Old Boys labdarúgója volt. 2009-től Olaszországban játszott. 2009–2015 között a Catania játékosa volt, ahonnan 2015-nem kölcsönben az AS Roma labdarúgója lett. 2015–16-ban a Carpi, 2016–17-ben a Chievo, 2017–2019 között a Genoa labdarúgója volt. 2019–20-ban a Crotone csapatában fejezte be az aktív játékot, ahol 2019-ben még a Genoa együttesétől kölcsönben szerepelt.